# ダヴィド・ハハレイシヴィリ
ダヴィド・ハハレイシヴィリ（David Khakhaleishvili、グルジア語: დავით ხახალეიშვილი、1971年2月28日 - 2021年1月11日）は、ジョージア（グルジア）のクタイシ出身の男性柔道家、総合格闘家。1992年バルセロナオリンピック柔道男子95 kg超級金メダリスト。身長189 cm、体重150 kg。

## 略歴
1991年7月、世界柔道選手権バルセロナ大会無差別級2位を獲得、同年末に建設会社佐藤企業（本社新潟市)へ入社が決まったと読売新聞で報道された。1992年4月、佐藤企業へ2年契約で入社、柔道部入部。横浜支店に配属された（読売新聞1992年4月10日）。
同年、旧ソ連の柔道オリンピック代表予選で小川直也の1992年バルセロナオリンピックでの最大のライバルと目されていたセルゲイ・コソロトフを効果で破って旧ソ連代表となり、日本柔道界に安堵の空気が流れる。しかし、同年夏のバルセロナオリンピックの95kg超級決勝で小川を下して金メダルを獲得した。このオリンピックはソ連崩壊後初の夏季オリンピックでジョージアは旧ソ連の統一チーム (EUN) で参加したが、表彰式では当時のジョージアの国旗・国歌が使われたこともあり、国内初のオリンピック金メダリストとして扱われている。
同年秋、日本の実業団柔道大会団体戦に佐藤企業の一員として出場するもジョージアでの連日の祝宴のため練習不足で成績は振るわず（読売新聞）、1993年10月、世界柔道選手権ハミルトン大会95kg超級2位となった。
1994年にリングスに参戦するも、1995年1月25日のヘルマン・レンティング戦で打撃に全く対応できないことが露呈された。1995年7月18日の前田日明戦ではヒールホールドでサブミッション負けを喫した。
1996年アトランタオリンピックに柔道ジョージア代表として出場するも前日の体重計量に現れず失格となった。同年11月、国立代々木第二体育館で行われた第20回サンボ世界選手権大会男子100 kg級で優勝している。
2003年12月31日、「K-1 PREMIUM 2003 Dynamite!!」に参戦、5分3RのK-1 MMAルールで、中尾芳広と対戦しパウンドによるギブアップ負け。
大相撲力士の臥牙丸勝（ジュゲリ・ティムラズ）は弟子である。
2021年1月11日、病没。心臓病を患っていた。49歳没。

## 主な戦績

### 柔道
(階級表記のない大会は全て95 kg超級での成績)
- 1988年 - 国際高校柔道選手権大会　2位
- 1988年 - ヨーロッパジュニア　優勝
- 1989年 - オランダ国際　2位
- 1989年 - ヨーロッパジュニア　優勝
- 1990年 - ソ連国際　優勝
- 1990年 - ヨーロッパ選手権　無差別　3位
- 1990年 - 嘉納杯　無差別　3位
- 1991年 - ドイツ国際　優勝
- 1991年 - 世界選手権　無差別　2位
- 1992年 - 正力国際　優勝
- 1992年 - バルセロナオリンピック　優勝
- 1993年 - ヨーロッパ選手権　95 kg超級　優勝　無差別　優勝
- 1993年 - 世界選手権　95 kg超級　2位　無差別　3位
- 1995年 - アメリカ国際　95 kg超級　2位　無差別　優勝
- 1995年 - 世界選手権　3位
- 1996年 - チェコ国際　優勝
- 1996年 - ヨーロッパ選手権　優勝
- 1999年 - ロシア国際　3位(100 kg超級)

### 総合格闘技
| 総合格闘技 戦績 | 総合格闘技 戦績 | 総合格闘技 戦績 | 総合格闘技 戦績 | 総合格闘技 戦績 | 総合格闘技 戦績 | 総合格闘技 戦績 |
| --------------- | --------------- | --------------- | --------------- | --------------- | --------------- | --------------- |
| 2 試合          | (T)KO           | 一本            | 判定            | その他          | 引き分け        | 無効試合        |
| 0 勝            | 0               | 0               | 0               | 0               | 0               | 0               |
| 2 敗            | 1               | 1               | 0               | 0               | 0               | 0               |

| 勝敗 | 対戦相手 | 試合結果                       | 大会名                                                              | 開催年月日     |
| ×    | 中尾芳広 | 2R 1:13 ギブアップ（パウンド） | K-1 PREMIUM 2003 Dynamite!!                                         | 2003年12月31日 |
| ×    | 山本宜久 | 2:24 ヒールホールド            | リングス MEGA-BATTLE TOURNAMENT 1996 1st.Round 【スペシャルマッチ】 | 1996年10月25日 |